# Rybí polévka

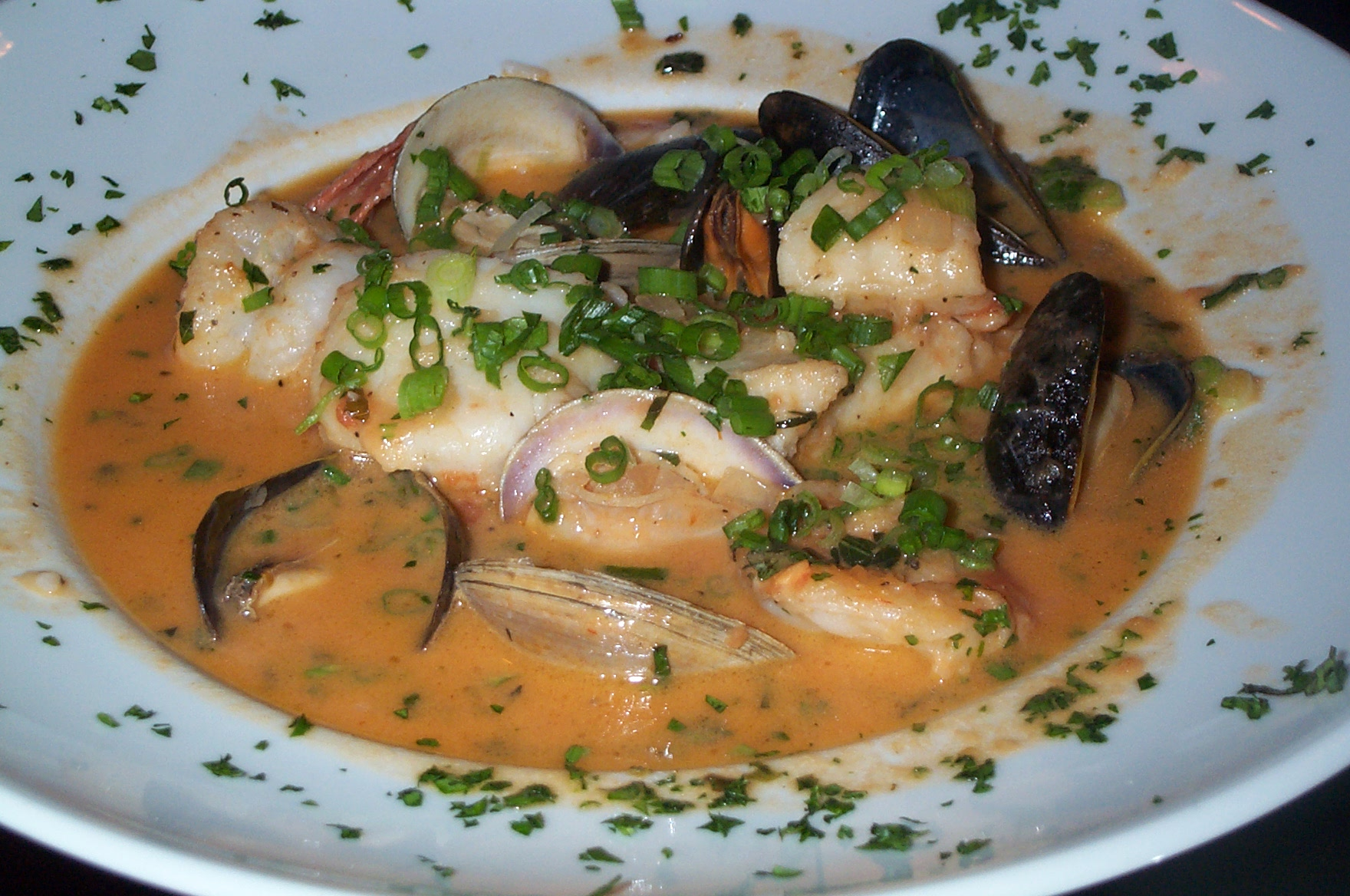
Bujabéza.

Rybí polévka je polévka obvykle vařená z ryb, z jejich částí nebo případně i z darů moře, ze zeleniny, koření a vody nebo vývaru. Recepty se v různých kuchyních leckdy i značně odlišují.

## Rybí polévky v různých kuchyních
V různých kuchyních existují například tyto rybí polévky:
- Česká rybí polévka, tradiční česká polévka z kapra, která se tradičně podává také při štědrovečerní večeři
- Bouillabaissa (Bujabéza), tradiční provensálská polévka z ryb a mořských plodů
- Halászlé, tradiční maďarská polévka z ryb, cibule, papriky a dalšího koření
- Ucha, tradiční ruská polévka s rybím masem
- Bún cá, tradiční vietnamská polévka s rybím masem a nudlemi, ochucená koprem
- Skandinávská lososí polévka: ve Finsku zvaná lohikeitto, ve Švédsku laxsoppa
- Cullen skink, tradiční skotská bramborová polévka s uzenou treskou
- Psarosoupa neboli kakavia, tradiční řecká rybí polévka se zeleninou, ochucená vínem, citronem a šafránem

a mnoho dalších.